# Stefano Brecciaroli
Stefano Brecciaroli (Roma, 19 settembre 1974) è un cavaliere italiano.

## Carriera
Nel 1994 partecipò al Campionato europeo di concorso completo nella categoria "Young Riders" ottenendo la terza posizione individuale. 
Nel 2004 partecipò per la prima volta ai Giochi olimpici, ad Atene non riuscendo però a concludere la gara individuale. Nella gara a squadre terminò, insieme ai compagni Giovanni Menchi, Fabio Manchi e Susanna Bordone, in decima posizione.

Nel 2008 riuscì a qualificarsi per le Olimpiadi di Pechino, dove terminò la gara individuale in quarantesima posizione. Nella stessa edizione, con Fabio Magni, Vittoria Panizzon, Susanna Bordone e Roberto Rotatori, concluse la gara a squadre in sesta posizione.

Nonostante la mancata qualificazione della squadra per i giochi londinesi del 2012, Brecciaroli venne selezionato per partecipare ai giochi come atleta individuale e, con un eccellente prova di dressage che lo vide piazzarsi in seconda posizione, terminò la gara in diciannovesima piazza.

Nel 2016 si qualificò per i giochi di Rio de Janeiro, non riuscendò però, per la seconda volta in carriera, a concludere la gara sul tracciato olimpico.
Nella competizione a squadre, con Luca Roman, Arianna Schivo e Pietro Roman terminò la gara in nona posizione.

## Palmarès
- Europei

Fontainebleau 2009 - argento nella gara a squadre.